# Ton Vermeulen
A.C.J. (Ton) Vermeulen (Zoetermeer, 8 februari 1957) is een Nederlands schrijver en historicus.

## Levensloop

### Jeugd en studie
Vermeulen groeide op in Zoetermeer in een katholiek gezin. Hij was als kind misdienaar in de Nicolaaskerk en was daar ook een tijdje koster. Hij ging naar het Atheneum A aan het  Sint Maartenscollege in Voorburg. Hierna studeerde hij geschiedenis aan de Rijksuniversiteit in Leiden en vervolgens aan universiteit in Utrecht. Hij volgde cursussen op het gebied van algemene economie, stadsplattegronden en klassiek inventariseren.

### Loopbaan
Vermeulen kwam na zijn studies terecht als medewerker bij de Veronica Omroep Organisatie en het Instituut voor Europese Expansie in Leiden. Hierna werd hij coördinator van de Heilige Nicolaasparochie in Zoetermeer. In 1994 richtte hij het historisch bureau Het Fluitschip op. Hij voert hier onder meer opdrachten uit voor distilleerderij Lucas Bols en schrijft boeken over de geschiedenis van Zoetermeer en de hier ontstane bedrijven Spar en Brinkers. Hij is daarnaast ook redactielid van het Historisch Genootschap Oud Soetermeer en medeoprichter van het Zoetermeerse Stadsmuseum.

## Publicaties
- (1980) Onrust ende wederspannigheyt: vijf muiterijen in de zeventiende eeuw
- (1982) De voorlopige beschrijving van het Fruinarchief
- (1982) Omnium rerum vicissitudo est. Kaarten en atlassen in de W.A.
- (1986) The Deshima dagregisters, their original tables of contents 1680-1690-1700-1710
- (1987) Dutch-Asiatic Shipping in the 17th and 18th centuries, vol I
- (1987) Kroniek van Nederland
- (1988) Onvermoeid in actie: verkenningen in de Oost
- (1988) Onderweg met boter, kaas en eieren: Van der Spek en Noordam
- (1991) Chinese trade to Batavia in the 17th and 18th centuries
- (1991) De Nicolaaskerk 1916-1991
- (1996) Zoetermeer Dorp, artikelen over Zoetermeer tussen 1935 en 1966
- (1999) Een hele onderneming
- (2000) Dorp in oorlog
- (2000) Vijf meter onder NAP
- (2001) Elken dag één glaasje, distilleerderijen en drankbestrijding
- (2002) De Kerk van Crooneveen
- (2005) The Van Keulen Cartography 1680-1885
- (2007) De Spar 75 jaar
- (2016) 100 jaar Nicolaaskerk in Zoetermeer 1916-2016
- (2022) Kom we moeten het doen! 40 jaar Pelgrimshoeve Zoetermeer i.s.m. Ronald Grootveld